# Symplectoscyphus flexilis
Symplectoscyphus flexilis är en nässeldjursart som först beskrevs av Gustav Hartlaub 1901.  Symplectoscyphus flexilis ingår i släktet Symplectoscyphus och familjen Sertulariidae. Inga underarter finns listade i Catalogue of Life.